# 장기보존포맷
장기보존포맷(NAK's Encapsulated Object, NEO) 또는 이란 전자기록 원문, 문서보존포맷, 메타데이터, 전자서명을 XML을 이용하여 하나의 정보패키지로 묶은 포맷이다. 
공공기관에서 중앙영구기록관리시스템으로 이관되는 전자기록은 기본적으로 장기보존포맷인 NEO 구조로 변환된 상태에서 넘어 오도록 되어 있다.
NEO는 공공기관 전자기록의 장기보존포맷이다.
‘N’은 국가기록원의 영문명칭 NAK(National Archives of Korea)를 의미하며, ‘EO’는 캡슐화한 객체라는 의미를 갖는다. ‘새롭다’는 의미를 담고 있기도 한 NEO는 우리나라 공공기록의 장기보존포맷 명칭이자, 장기보존포맷 파일의 확장자이기도 하다.